# Mielno (Koszalin)
Pour les articles homonymes, voir Mielno.
Mielno est une ville dans le powiat de Koszalin dans la voïvodie de Poméranie occidentale en Pologne. 
C'est une station balnéaire appréciée, sur la mer Baltique.

## Sites touristiques
| Mielno |